# Blush (Maya Hawke)
Blush è il primo album in studio della cantante e attrice statunitense Maya Hawke, pubblicato il 21 agosto 2020 dall'etichetta Mom + Pop.

## Tracce
1. Generous Heart – 3:35
2. So Long – 3:59
3. By Myself – 2:26
4. Animal Enough – 3:27
5. Coverage – 3:45
6. Hold the Sun – 2:59
7. River Like You – 2:16
8. Bringing Me Down – 2:35
9. Cricket – 3:10
10. Menace – 3:57
11. Goodbye Rocketship – 3:10
12. Mirth – 2:57